# Marie Wilén
Marie Elisabeth Wilén, född 26 juli 1961 i Västerlövsta församling i Västmanlands län, är en svensk politiker (centerpartist). 
Wilén var riksdagsledamot för Västmanlands läns valkrets 1994–1998.
Under mandatperioden 2006–2010 var hon oppositionsråd i Heby kommun, och efter valet 2010 valdes hon till kommunalråd och ordförande i kommunstyrelsen. Hon satt på posten till 30 november 2024.
Wilén har även arbetat som pressekreterare.